# 罗常培
羅常培（1899年8月9日—1958年12月13日），滿族，本姓萨克达氏，字莘田，號恬庵，北京人，中國語言學家，與趙元任、李方桂同稱為早期中國語言學界的「三巨頭」。其學術成就對當代中國語言學及音韻學研究影響極為深遠。

## 生平

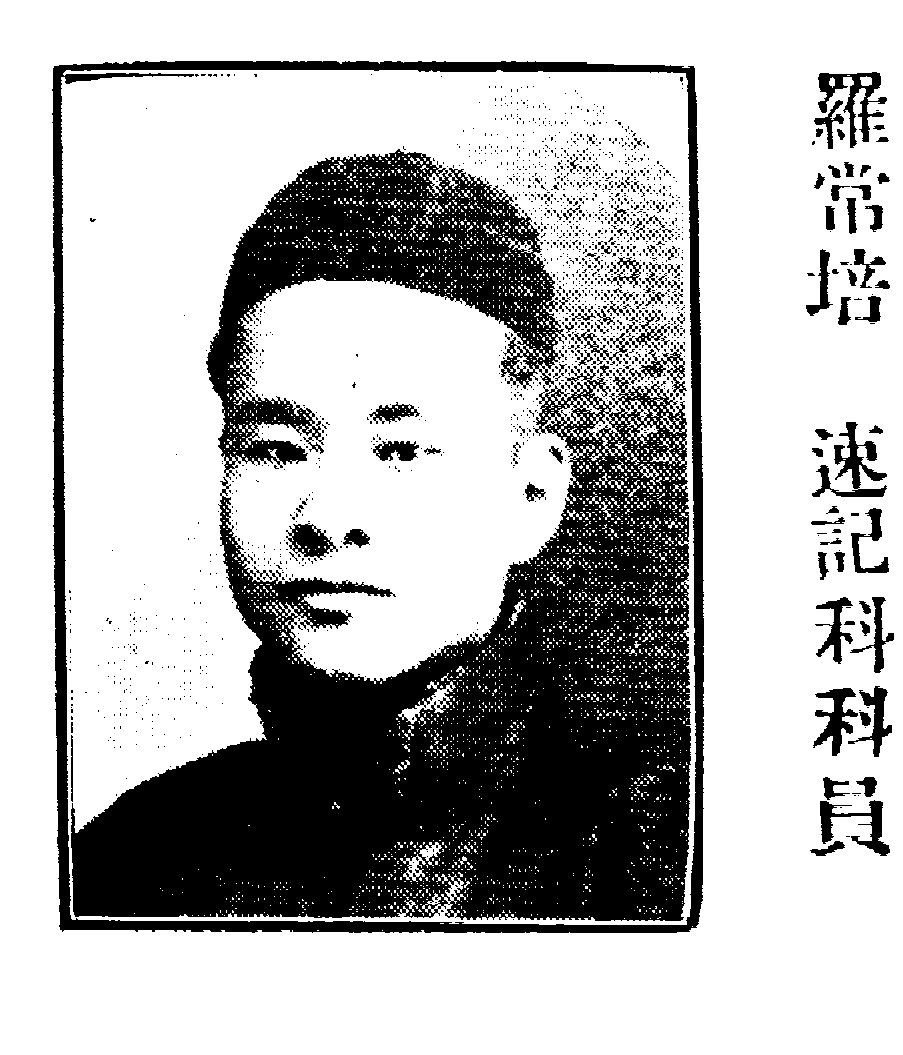
罗常培受其速记老师蔡璋邀请任临时参议院秘书厅速记科科员时照片（1918年摄），同时正在北京大学就读

羅常培於1899年8月9日生於北京，於1916年考入國立北京大學國學門，後轉至哲學系。1921年畢業後於北京及天津南开中学任教，1926年至1928年間曾先後赴西安的國立西北大學、廈門大學及廣州的國立中山大學任教。1929年，傅斯年成立中央研究院歷史語言研究所，羅常培與趙元任、李方桂為該所語言組第一批聘用的研究員。1934年羅常培於國立北京大學中文系出任教授，1937年因戰爭爆發，隨北大轉至由北大、清華、南開共同組成的國立長沙臨時大學。翌年該校遷往雲南，易名國立西南聯合大學，羅常培也隨校到雲南。1944年他到美國講學，1948年回國，繼續於北大任教。1949年中華人民共和國成立，羅常培於1950年獲任命負責籌建中國科學院語言研究所（即今中國社會科學院語言研究所），並出任第一任所長。他還曾經擔任第一屆中國人民政治協商會議代表、中國文字改革委員會委員、全國人民代表大會代表等公職。1954年，中国史学会公布第一届理事会名单，郭沫若担任主席，吴玉章、范文澜担任副主席，他担任理事。1958年12月13日逝世，享年59歲。

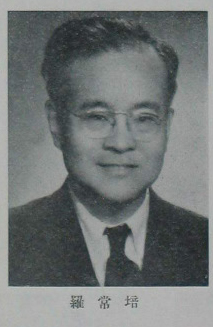

## 學術成果
羅常培的主要成果集中在方言學、音韻學方面，其代表作包括有《臨川音系》《廈門音系》《切韻魚虞之音值及其所據方音考》《知徹澄娘音值考》《唐五代西北方音》《中原音韻聲類考》《蒙古字韻跋》《耶穌會士在音韻學上的貢獻》《普通语音学纲要》等。他於民族語言學方面亦有建樹，例如他於西南聯大時考察雲南少數民族的語言，即與李方桂同開風氣之先，使西南少數民族語言的研究正式進入中國語言學的視野。他這方面的作品包括有《蓮山擺夷語初探》、《貢山俅語初探》、《貢山怒語初探敘述》等。

## 參閲
- 李方桂、赵元任

## 外部連結
- Biographical sketch (Chinese Academy of Social Sciences) （中文）
- A memoir of Luo Changpei (悼念羅常培先生) （页面存档备份，存于） by Laoshe （中文）